# Arqueología feminista

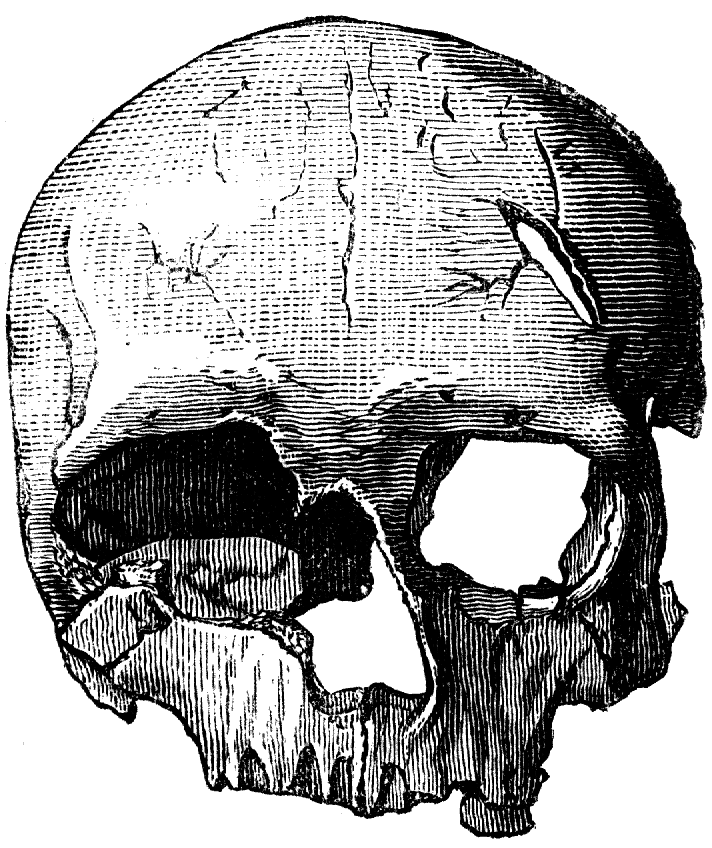
Cráneo femenino de cromagnon, Stuttgart 1884

La arqueología feminista es una corriente dentro de la arqueología que estudia las sociedades del pasado desde una perspectiva feminista. Sostiene que los roles de género son objeto de construcción social, sea completa o parcialmente, y no vienen dotados por la biología. La arqueología feminista ha criticado la aplicación acrítica de las normas y valores modernos y occidentales a las sociedades del pasado. También intenta combatir el sesgo androcéntrico inherente a los discursos generados sobre el pasado y uno de sus fines principales es generar discursos más igualitarios y justos con mujeres y hombres.

## El origen de la arqueología feminista
La arqueología feminista surgió inicialmente a fines de los años setenta y principios de los ochenta, junto con otras objeciones a la epistemología de la escuela procesual del pensamiento arqueológico, como las arqueologías simbólica y hermenéutica. El trabajo de Margaret Conkey y Janet Spector de 1984 Archaeology and the Study of Gender resumió la crítica feminista de la disciplina en ese momento, denunciando que los arqueólogos superponían sin problemas las normas de género occidentales de hoy en día a las sociedades pasadas, por ejemplo en la división sexual del trabajo; que los contextos y artefactos atribuidos a las actividades de los hombres, como la producción de puntos de proyectiles y la matanza en los sitios de exterminio, se priorizaron en el tiempo de investigación y la financiación; y que el carácter mismo de la disciplina se construyó alrededor de valores y normas masculinos. Por ejemplo, generalmente se alentó a las mujeres a realizar estudios de laboratorio en lugar de trabajo de campo (aunque hubo excepciones a lo largo de la historia de la disciplina) y la imagen del arqueólogo se centró en la figura de aventurero o “cowboy” de la ciencia. En 1991, dos publicaciones marcaron el surgimiento de la arqueología feminista a gran escala: el volumen editado Engendering Archaeology,  que se centró en las mujeres en la prehistoria, y un número temático de la revista Historical Archaeology, que se centró en las mujeres y género en la América postcolombina. Fuera de América, la arqueología feminista disfrutó de un surgimiento más temprano y un mayor apoyo entre la comunidad arqueológica en general.

### Los primeros estudios feministas
Desafíos notables planteados por las primeras arqueólogas feministas se han referido a la caza y la fabricación de herramientas de piedra, entre muchos otros temas. El paradigma de Man the Hunter en antropología, llamado así por un simposio dado en la década de 1960, en el que participaron algunos de los nombres más prominentes en arqueología, estableció la división sexual del trabajo homínido entre los sexos masculino y femenino. Los machos,según esta corriente, se encargaban de forma casi exclusiva de la caza, y presumiblemente, a través de esta actividad desarrollaron importantes rasgos evolutivos, como el aumento del tamaño del cerebro. Mientras tanto, las mujeres se quedaron en casa y criaron a los jóvenes. Una suposición detrás de este modelo es que las mujeres se vieron limitadas de ciertas actividades debido a la disminución de la movilidad resultante del embarazo y su papel en la crianza de los niños pequeños. Este modelo ha sido criticado por antropólogas feministas, ya que minimiza la importancia evolutiva de las mujeres a favor de retratarlas estrictamente como objetos pasivos de reproducción y nada más. Adrienne Zihlman, al rastrear los logros evolutivos atribuidos a los hombres como cazadores, señaló que las actividades de reunión de mujeres podrían explicar más fácilmente estas adaptaciones.
Joan Gero desarrolló argumentos que cuestionaban las explicaciones androcéntricas de la fabricación de herramientas. Por ejemplo, asociar la fabricación de herramientas a los hombres en exclusiva es muy cuestionable, ateniéndose al registro arqueológico y a los estudios etnográficos. Es mucho más probable que las mujeres produjeran sus propias herramientas según fuera necesario en contextos domésticos, en lugar de esperar a que un hombre las hiciera por ellas. El argumento detrás de esta suposición, de que los hombres poseen mayor fuerza en la parte superior del cuerpo, fue descartado por Gero, quien señaló que la fortaleza física no es una cualidad imprescindible en alguien hábil en la fabricación de herramientas de piedra. Además, Gero señaló el gran énfasis y recursos dedicado por la Academia a las investigaciones relacionadas con las herramientas de piedra más "masculinas", como las puntas de flecha, mientras que las herramientas de piedra probablemente hechas y utilizadas por mujeres, por ejemplo, lascas o herramientas de menor tamaño, han sido relativamente ignoradas.

## Arqueologías feministas y de género
Desde las primeras críticas  a la arqueología feminista dentro de la disciplina, la arqueología de género ha ganado enorme popularidad dentro de la disciplina. La etiqueta "feminista" no ha sido adoptada por algunas arqueólogas. Durante los años 1990, se produjo una escisión entre la arqueología feminista y la arqueología de género. La arqueología de género se ha convertido en un amplio paraguas, que incluye, pero no se limita a, el trabajo feminista que emplea la teoría queer, la teoría de la práctica y la teoría del rendimiento, entre otros. Muchos arqueólogos dedicados a la investigación de género evitan la etiqueta de "feminista", en gran parte debido a las connotaciones negativas percibidas de la palabra. Otros dentro de la disciplina tienen una comprensión demasiado simplificada de la historia y los objetivos de la arqueología feminista, y como consecuencia la confunden erróneamente con la posmodernidad. Algunos arqueólogos han argumentado en contra de la continua incorporación del pensamiento feminista, que es intrínsecamente político, en los estudios arqueológicos de género. Pocos trabajos en arqueología de género han participado activamente en desafiantes estructuras de poder patriarcal más allá de la rectificación de las historias androcéntricas. La arqueología feminista se involucra en desafiantes y cambiantes marcos interpretativos empleados por los arqueólogos: "El feminismo es una política destinada a cambiar las relaciones de poder basadas en el género". La filósofa feminista Alison Wylie delinea varias pautas imperativas para conducir la arqueología feminista:
1. Proponer preguntas de investigación que aborden a personas oprimidas por sistemas de desigualdad estructurados por género, a fin de cambiar tales condiciones.
2. La investigación feminista debe basarse en la experiencia situada de las mujeres y otros grupos marginados por las estructuras de género convencionales.
3. Los investigadores deben rendir cuentas a los afectados por su investigación; de ninguna manera la investigación feminista debería explotar a otros.
4. Los investigadores feministas deben involucrarse en la autorreflexión, reconociendo sus posiciones sociales, intereses y valores personales, y discutiendo cómo estos interactúan con su investigación.

En contraste, la arqueología de género no empleada por las feministas carece de tales características. El género es actualmente un tema común de estudio en arqueología entre las no feministas. Dichos estudios se enfocan en identificar las actividades de género y la cultura material y en los roles de género de los pueblos del pasado, pero no se presentan de una manera abiertamente política. Los arqueólogos no feministas están menos obligados a posicionarse dentro de su trabajo, o reflexionan sobre cómo su posición afecta su trabajo. La investigación de género independiente del feminismo, sin embargo, elude los objetivos de los primeros estudios y representa el género y el sexo de una manera conceptualmente deficiente.

## Contribuciones feministas a la disciplina arqueológica actual
Los arqueólogos feministas continúan desafiando las normas arqueológicas y expandiendo la investigación hacia nuevos territorios intelectuales. Discuten por la incorporación de formas alternativas de conocimiento y representación; por ejemplo, epistemologías negras e indígenas han sido empleadas

### Formas alternativas de conocimiento y presentación
Un importante campo de investigación para los arqueólogos feministas, junto con algunos no feministas, es el descentramiento de las formas occidentalizadas de la historia a favor de privilegiar las concepciones e interpretaciones alternativas del pasado y explorar formas no tradicionales de transmitir el conocimiento. Un creciente cuerpo de trabajo implica la participación con comunidades africanas e indígenas, dándoles voz en investigaciones arqueológicas e interpretaciones del pasado. La demanda del público por permitir que las comunidades descendientes tengan voz en la controversia de African Burial Ground resaltó la importancia de este tipo de trabajo. Se han trazado paralelismos entre la arqueología feminista y la arqueología indígena, centrándose en cómo las dos trabajan para romper el monopolio masculino, blanco, de clase media y occidental para acceder al conocimiento sobre el pasado. Este tipo de trabajo ayuda a descentralizar la posición privilegiada del conocimiento occidental sin eliminar su relevancia.
Además, los arqueólogos feministas se han involucrado en el uso de la ficción para ayudar a acceder al pasado. Esto ha tomado la forma de obras de teatro, como se ve en Red-Light Voices, basado en cartas y diarios de prostitutas de comienzos del siglo XX para explorar la prostitución. Otro ejemplo se ve en el trabajador ficticio de Laurie Wilkie involucrado en el Proyecto de Escritores Federales, intercalado en su estudio arqueológico de una partera afroamericana en el Sur de la emancipación. Janet D. Spector interpretó el significado detrás de un solo artefacto a través de una narrativa ficticia en What this awl means (Qué significa esta punta). Se ha argumentado que la narrativa es un medio eficaz por el cual los arqueólogos pueden crear interpretaciones y presentaciones multiocales y más accesibles. El uso de la narración de historias "demuestra cómo la narración es una herramienta poderosa para aportar textura, matices y humanidad a las experiencias de las mujeres, como se evidencia a través de la arqueología".

### Análisis interseccional
Una técnica analítica común empleada por los arqueólogos feministas (y algunos no feministas) es el análisis interseccional que, siguiendo las afirmaciones de feministas negras que lideran el feminismo de tercera ola en los EE. UU., sostiene que no se puede acceder al género por sí mismo, sino que debe estudiarse conjuntamente con otras formas de identidad. En la arqueología histórica, se ha explorado cada vez más el vínculo entre género, raza y clase, pero también se han examinado otros aspectos de la identidad, especialmente la sexualidad, en relación con el género. El análisis interseccional no se ha limitado a la arqueología feminista, como lo ilustra el uso predominante de la clase racial de género como un medio para explorar la identidad de los arqueólogos históricos. Aunque muchos de esos estudios se han centrado en las mujeres blancas de clase media del pasado angloamericano reciente, la articulación del género con otros aspectos de la identidad comienza a aplicarse a las mujeres nativas americanas y afroamericanas. El trabajo de Kathleen Deagan [28] en sitios coloniales españoles en los Estados Unidos y el Caribe ha sido pionero en un movimiento de estudio de género en las colonias españolas. El uso del trabajo feminista negro, que llama la atención sobre la conectividad inherente entre género y clase en los EE. UU. ha sido un paso importante en el avance del uso del análisis interseccional en arqueología. El enfoque interseccional enfrentó mucha "conciencia de oposición" que intervino en el flujo de la teoría feminista hegemónica "y desafíos al cruzar los límites y negociar con los términos de pertenencia en la comunidad.

### Los estudios del hogar
Los estudios arqueológicos de sitios domésticos se han visto particularmente afectados por el trabajo feminista en curso. La tendencia de la arqueología a asociar a las mujeres con los espacios domésticos, en oposición a la asociación con los hombres y los espacios "públicos", ha sido un lugar continuo de investigación feminista. Desde el advenimiento del nuevo milenio, ha habido un alejamiento de esa separación espacial dicotómica del género. En arqueología histórica, los arqueólogos feministas han sido cruciales para ampliar la definición de lo que constituye un hogar a partir de un modelo familiar basado en normas occidentales, como los proyectos de arqueología de hogares que estudian burdeles y fraternidades. Al relacionarse con literatura doméstica más amplia, los arqueólogos han comenzado a reconceptualizar unidades analíticas autónomas, consideradas desde hace mucho tiempo, como espacios políticos, ocupados por actores sociales que ocupan diferentes posiciones sociales en función del género, raza, edad, ocupación, nivel socioeconómico, etc.
Además, diferenciar en el registro arqueológico espacios femeninos y masculinos basándonos en los actuales esquemas de distribución de estructuras y en los actuales roles de género,
supone un ejercicio yermo que puede conducir al historiador a conclusiones equivocadas. No podemos dar por hecho que el actual ordenamiento de la sociedad ha sido inalterado desde el origen de la humanidad, cuando la realidad es, que las ciencias sociales han documentado una gran variedad de esquemas culturales, lo que demuestra que las sociedades pueden estructurarse de formas muy variadas.

### La arqueología feminista y el estudio de la masculinidad
La preocupación feminista ha sido principalmente con las mujeres; sin embargo, está surgiendo una preocupación emergente por la exploración y las complejidades de las masculinidades en arqueología. Los constructos de identidad masculina y la reproducción social de la masculinidad normativa son algunos de los temas abordados por un número limitado de arqueólogos. Esta área de estudio en general, sin embargo, permanece relativamente inexplorada.